# Baňa
Baňa (in ungherese Boksabánya) è un comune della Slovacchia facente parte del distretto di Stropkov, nella regione di Prešov.